# Aedes lepidus
Aedes lepidus är en tvåvingeart som beskrevs av Nelson Leander Cerqueira och Paraense 1945. Aedes lepidus ingår i släktet Aedes och familjen stickmyggor. Inga underarter finns listade i Catalogue of Life.